# Мухафаза
Мухафаза (арап. محافظة, мн. арап. محافظات‎‎‎ мухафазат) је административно-територијална јединица више арапских држава: Бахреина, Египта, Јордана, Ирака, Јемена, Кувајта, Либана, Сирије и Омана. У свим овим државама мухафаза се односи на првостепену административну подјелу, док се у Саудијској Арабији односи на другостепену административну подјелу (послије минтаке). У српском језику би се мухафаза преводила као покрајина.